# Bruce Ratner
Bruce C. Ratner (* 23. Januar 1945 in Cleveland, Ohio) ist ein US-amerikanischer Bauunternehmer und Vorsitzender von Forest City Ratner. Ebenso besitzt er Anteile an der Profi-Basketballmannschaft der Brooklyn Nets. Ratner studierte an der Harvard Law School, wo er cum laude abschloss.
Ratner ließ die Nets nach der NBA-Saison 2011/12 nach Brooklyn ins Barclays Center umziehen. Dort ist eine von Frank Gehry geplante Multi-Funktions-Arena entstanden.